# Serradifalco
Serradifalco es una comuna siciliana de 6.402 habitantes. Su superficie es de 41,59 km². Su densidad es de 157 hab/km². Forma parte de la región italiana de Sicilia. Esta ciudad está situada en la provincia de Caltanissetta. Las comunas limítrofes son Caltanissetta, Canicattì (AG), Montedoro, Mussomeli, San Cataldo.

## Evolución demográfica
| Gráfica de evolución demográfica de Serradifalco entre 1861 y 2001 |
|                                                                    |
| Fuente ISTAT - elaboración gráfica de Wikipedia                    |